# 液化天然氣接收站

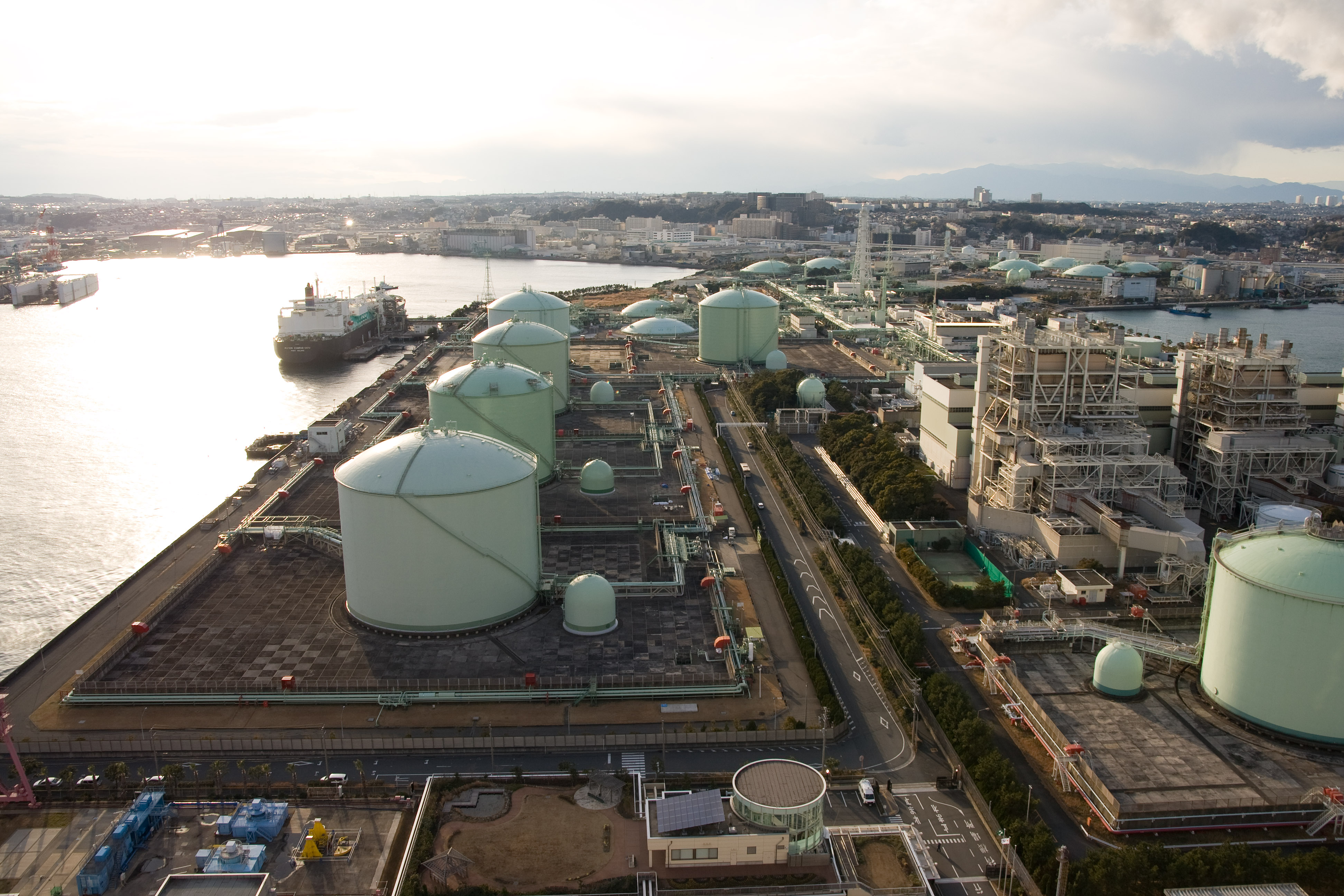
位於日本横滨市的一個液化天然气码头

液化天然氣接收站是一種專門負責接收以及運出液化天然气的设施。液化天然氣接收站配有将液化天然气装卸到液化天然氣載運船的设备，此外液化天然氣接收站還配有转运、液化、再气化、加工、储存、压缩以及測量液化天然气的设备。